# Eerste brief van Paulus aan Timoteüs
De Eerste brief van Paulus aan Timoteüs (vaak kortweg 1 Timoteüs of 1 Timotheüs genoemd) is een van de boeken in het Nieuwe Testament van de Bijbel. Deze brief vormt samen met de Tweede brief van Paulus aan Timoteüs en de Brief van Paulus aan Titus de pastorale brieven, vanwege de aandacht voor pastorale onderwerpen.
De brief is geschreven als een brief van Paulus aan zijn leerling en medewerker Timoteüs. De brief telt zes hoofdstukken en werd geschreven in het Koinè-Grieks.

## Datum en auteurschap
Hoewel 1 Timoteüs en de andere twee pastorale brieven Paulus als afzender vermelden, wordt veelal aangenomen dat de drie brieven in hun huidige vorm niet door Paulus geschreven zijn. De stijl, woordkeuze en onderwerpskeuze verschillen aanzienlijk van die uit de andere Paulusbrieven. Het is ook niet duidelijk hoe de historische gegevens uit de brieven in het tijdskader passen dat we uit Handelingen kennen.

## Inhoud
De thema's die de auteur van 1 Timoteüs aansnijdt hebben vooral te maken met de structuur van de christengemeenten en het gedrag van de leden van die gemeenten. Hij geeft een beschrijving van eigenschappen die de oudsten en diaken moeten hebben (wat hun taken zijn wordt niet vermeld). Verder waarschuwt hij Timoteüs om de 'valse' leer geen ingang te laten krijgen in de gemeente.
Ongeacht wie de schrijver van 1 Timoteüs is, de theologie in deze brief en de twee andere pastorale brieven heeft wel een aantal typisch Paulinische trekken. Zo is daar bijvoorbeeld de nadruk op de universaliteit van het christelijk geloof en de nadruk op de redding door het geloof alleen.

### Positie van de vrouw
De auteur gaat ook in op de positie van de vrouw in de gemeente. Deze instructies voor vrouwen (in het bijzonder de weduwen, waarbij mogelijk meer aan een functie dan aan een burgerlijke staat moet worden gedacht) in de gemeente hebben later een rol gespeeld in debatten over de positie van de vrouw in de kerk en in de maatschappij. Deze teksten spelen nog steeds een rol in de manier waarop sommige orthodox-christelijke stromingen, zoals die van de bevindelijk gereformeerden, over de positie van de vrouw denken en zoals dat ook tot uiting komt in het vrouwenstandpunt van de Staatkundig Gereformeerde Partij.

### Valse kennis
De schrijver waarschuwt Timoteüs om de 'valse' leer geen ingang te laten krijgen in de gemeente: "Mijd het goddeloze gepraat en de tegenstrijdigheden van wat ten onrechte gnosis wordt genoemd." Deze zin kiest Ireneüs later tot titel van zijn tegen de gnostici gekeerde werk: Ontmaskering en omverwerping van wat ten onrechte gnosis wordt genoemd. Paulus lijkt zich dus volgens Irenaeus met deze waarschuwing te richten tegen de gnostici. Ook in verband daarmee is de datering van belang. Als Paulus zelf deze brief geschreven heeft zou er al tijdens zijn leven een gnostische stroming binnen het christendom zijn geweest. Als deze brief echter niet door Paulus geschreven werd, maar pas in het begin van de tweede eeuw opgesteld zou zijn, dan kan deze tekst gelden als de eerste verwerping van de gnosis door de kerk.
Of de dwaalleraar waarmee de gemeente in Efeze mee te maken had inderdaad een vorm van gnostiek was, is op basis van de informatie in 1 Timoteüs niet met zekerheid te zeggen. De auteur gaat niet met de dwaalleraars in debat door argumenten tegen de dwaalleer te geven, iets wat in andere brieven van Paulus wel gebeurt en waardoor we meer over de inhoud van de betreffende dwaalleer zouden weten.

### Opbouw
De inhoud van de brief:
- Zegen en groet (1:1-2);
- Een toelichting op de betekenis van de wetten van Mozes (1:3-11);
- Een herinnering aan zijn eigen bekering als voorbeeld van Gods genade (1:12-20);
- Een oproep tot voorbede (2:1-7);
- Aanwijzingen voor het gemeenteleven (2:8-3:16);
- Een aankondiging dat er in de eindtijd afval van de gemeente te verwachten is (4:1-3);
- Aanwijzingen voor Timoteüs persoonlijk (4:4-16);
- Verdere aanwijzingen voor het gemeenteleven (5:1-25);
- Maatschappelijke adviezen (6:1-2);
- Eenheid en tucht in de gemeente (6:3-10);
- Geloofsstrijd (6:11-16);
- Omgang tussen verschillende maatschappelijke klassen in de gemeente (6:17,18);
- Slot (6:20,21).